# Marta Reina Izquiano
Marta Reina Izquiano (Badalona, 10 de novembre de 1970) és una activista pels drets LGBTI catalana i especialista en medicina tradicional xinesa.

## Biografia
Experta en el camp de l'anàlisi i falsedat documental, el 2016 va ser la primera mosso d'esquadra transsexual a Catalunya. Va estar al cos de Mossos d'Esquadra fins al 2023. Part del seu activisme LGTBI ha girat al voltant de la vaginoplastia i la tècnica ambigua a Espanya.
Del 2014 al 2020 va estar a Podem ia Mas País. En 2017 va ser responsable de polítiques LGTBI i fundadora del cercle sectorial de polítiques de seguretat a Catalunya. És membre del consell nacional LGTBI de Catalunya. El 2018 va postular-se com a candidata a les primàries de Catalunya amb la candidatura Contigo si se puede i també a les municipals de Barcelona amb la candidatura Pel dret a la ciutat. També va presentar-se a les eleccions generals espanyoles d'abril de 2019 al Congrés dels Diputats i al Senat per Catalunya.
Va llegir el manifest Persones trans, tan comun es com diversxs al Pride de Barcelona 2016. El 28 d'octubre de 2019 va ser operada de cirurgia de reassignació de sexe a l'Hospital Universitari de Bellvitge, després d'una demanda judicial imposada al Servei Català de la Salut per saber el seu lloc a la llista d'espera.
Des del 2023 viu a la Xina, s'ha especialitzat en medicina tradicional noia i ha escrit el llibre autobiogràfic Viviendo sin tí.